# Stefan Limprecht
Stefan Limprecht ist ein ehemaliger deutscher Kinderdarsteller.

## Leben
Limprechts Wirken reduziert sich auf die Hauptrolle des Martin in der Fernsehserie Sherlock Holmes und die sieben Zwerge aus dem Jahr 1992. 1995 wurde die Serie in eine neunzigminütige Filmfassung zusammengeschnitten. Anschließend nahm er Abstand vom Schauspiel für die Filmindustrie und verschwand aus der Öffentlichkeit. Heute arbeitet er als Koch im Restaurant auf dem Berliner Fernsehturm.

## Filmografie
- 1992: Sherlock Holmes und die sieben Zwerge (Fernsehserie, 8 Episoden)
- 1995: Sherlock Holmes und die sieben Zwerge (Filmfassung)